# Кашина Рокета (Новара)
Кашина Рокета је насеље у Италији у округу Новара, региону Пијемонт.
Према процени из 2011. у насељу је живело 26 становника. Насеље се налази на надморској висини од 324 м.